# DJ KAORI'S RAGGA MIX
『DJ KAORI'S RAGGA MIX』（ディージェイ カオリ ラガ ミックス）は、日本のDJDJ KAORIの13枚目のアルバムである。2008年6月25日発売。発売元はユニバーサルミュージック。

## 収録曲
1. ダンシン・フィーヴァー / ヴォイスメール
2. テンプラチャー / ショーン・ポール
3. ワイン・アップ feat.エレファントマン / キャット・デルーナ
4. エヴリバディ・ダンス / RDX
5. オンリー・ユー / ケヴィン・リトル
6. ホット・ワック / ミスター・ヴェガス
7. ダッティ・ワイン / トニー・マタロン
8. ワー・デム・ア・ドゥ / マヴァード
9. ターン・ミー・オン / ケヴィン・リトル
10. テンプテッド・トゥ・タッチ（レゲトン・リミックス feat.ダディー・ヤンキー） / ルピー
11. DOKO / KEN-U
12. ポン・デ・リヴァー・ポン・デ・バンク / エレファント・マン
13. ラヴ・ウィズ・DJ / シェネル
14. パーティー・タイム / ダニー・イングリッシュ&エッグノッグ
15. ギャラン・ギャル / T.O.K.
16. セクシー・ラヴ（リミックス） / Ne-Yo
17. インパクト リミックス feat.ファーギー / ダディー・ヤンキー
18. コカ・コーラ・シェイプ feat.ファットマン・スクープ / サシャ
19. デュード feat.ミス・シング / ビーニ・マン
20. エヴリワン・フォールズ・イン・ラヴ / タント・メトロ&デヴォンテ
21. アンブレラ ヴァイブス Remix feat.ヴァイブス・カーテル / リアーナ
22. I Wanna Know You / PUSHIM
23. ウェル・カム・トゥ・ジャムロック / ダミアン“ジュニア・ゴング”マーリー
24. カム・アラウンド / カリー・バッズ
25. ディス・イズ・ワイ・アイム・ホット（リミックス） feat.シャム＆ジュニア・リード / ミムズ
26. ゲットー・ストーリー / シャム
27. フットプリンツ / T.O.K.
28. オン・マイ・マインド / ダヴィル
29. let go(Reggae Disco Rockers Remix / m-flo loves YOSHIKA
30. again / MUNEHIRO
31. ユー・ドント・ノウ・マイ・ネーム／ウィル・ユー・エヴァー・ノウ・イット（レゲエ・ミックス） / アリシア・キーズ
32. キャント・サティスファイ・ハー / I・ウェイン
33. ミー・ラヴ / ショーン・キングストン
34. ポン・デ・リプレイ Remix feat.エレファント・マン / リアーナ
35. マネー・トゥー・バーン / T.O.K.
36. Wanting You More / Lukie D
37. Nande / MINMI&Rudeboy Face
38. Life / HAN-KUN
39. R 2 The A（ラガ・ミックス） / C.J.ルイス